# Корнутяк Володимир Петрович
| пк-поновлення = 25 липня 2020
}}
Володимир Петрович Корнутяк (нар. 24 липня 1983, Чоп, Закарпатська область, УРСР) — колишній український футболіст, центральний захисник.

## Кар'єра гравця
Взимку 2002 року потрапив у «Закарпаття-2», клуб виступав у другій лізі чемпіонату України і зіграв 11 матчів. 8 червня 2003 дебютував за основу «Закарпаття» у Першій лізі в домашньому матчі проти івано-франківського «Спартака» (2:0), Корнутяк вийшов в перерві замість Василя Стецьо. Всього в команді провів близько трьох років і зіграв загалом 11 матчів в чемпіонаті, в Кубку України провів 3 матчі і забив 1 м'яч, також провів 35 матчів у молодіжній першості України. У липні 2007 року з'явилася інформація про те, що Корнутяк завершив кар'єру через травму. Першу половину сезону 2008/09 років він провів в івано-франківському «Прикарпатті» й зіграв у Першій лізі 12 матчів, також провів 1 матч у кубку.
У лютому 2009 року перейшов у ФК «Харків», де тренером був Михайло Стельмах. 7 березня 2009 року дебютував у Прем'єр-лізі України в домашньому матчі проти донецького «Металурга» (1:0), Корнутяк вийшов на 83-ій хвилині замість Артема Касьянова. Усього за клуб в чемпіонаті України Володимир зіграв 4 матчі, також провів 3 матчі в молодіжній першості. За підсумками сезону 2008/09 років «Харків» посів останнє 16 місце і вилетів в Першу лігу. У липні 2009 року він залишив розташування клубу.
У 2010 разом з командою «Берегвідейк» з міста Берегове став переможцем аматорського Кубку України, у фіналі команда обіграла «Словхліб» (4:2 за сумою двох матчів).

## Поза футболом
У 2010 році був обраний до міської ради Чопа від «Народної партії».

## Досягнення
- Аматорський кубок України
  -  Володар (1): 2010